# Dukla 61
Dukla 61 je český dvoudílný televizní film režiséra Davida Ondříčka z roku 2018 o neštěstí na dole Dukla v Havířově v červenci 1961. Film měl předpremiéru na festivalu Finále Plzeň.

## Děj
Film se zaměřuje na rodinu Šlachtových. Milan je horníkem v místním dole Dukla. Jeho žena Marie se stará o domácnost rodiny. Jejich nejstarší syn Petr studuje v Praze. Milanův nejlepší kamarád Pavel zemře při důlním neštěstí, zatímco Milan jen stěží přežije. Tato událost v něm vzbudí záchvaty úzkosti, kdykoli se ocitne v dole. 
Petr se vrací domů a přivádí s sebou těhotnou přítelkyni, rozhodne se o ni a jejich dítě postarat. Chce pracovat na dole Dukla. To rozzlobí jeho rodiče, kteří chtějí, aby se vrátil ke studiu. Druhý den jde s Milanem do práce. První den je pro Petra těžký, protože není zvyklý na drsné podmínky v dole. Milan je povýšen a dostane za úkol dohlížet na novou sloj.
Po návratu domů není Petr schopen sníst oběd, příliš se mu třesou ruce. Marie a Jana se bojí, že práci v dole nepřežije. Marie se snaží Janu přesvědčit, aby šla na potrat. To vede k napětí mezi Petrem a jeho rodiči. 
Petrovi se nakonec práce v dole začne líbit a spřátelí se s dalšími horníky - Edou Slonkou, Attilou Kováčem, Josefem Polokem, Kafurou, Cyrilem a Vladimírem Pawlasem. Mezitím Milan zjistí, že jeho nadřízení Kotas a Toman porušili v novém sloji bezpečnostní předpisy a nechali namontovat dřevěné dveře místo betonových. Vypukne tam menší požár a dva horníci málem zemřou. Milanovi a Ševčíkovi se je podaří zachránit, ale Milan dostane záchvat úzkosti. Pohádá se s Kotasem, který pak Milana přeloží na horší místo. Milanův nový plat nestačí na zajištění rodiny, ale Petr se rozhodne finančně pomoci.
Petr jde s ostatními horníky do hospody. Opije se a snaží se vnutit Janě. Ta se brání a Petr jde na ranní směnu. Milan Janě slíbí, že si s Petrem promluví. To vede k hádce mezi Janou a Marií. Milan zjistí, že Marie v minulosti podstoupila potrat. Pohádají se a Milan naštvaně odchází z bytu.
Setkává se s Kotasem a omlouvá se mu, aby získal lepší místo a mohl zabezpečit rodinu. Pak mluví s Petrem a vynadá mu za to, co udělal Janě. Petr říká, že už se to nebude opakovat, ale odmítá se vrátit ke studiu, protože se mu práce v dole líbí. Petr se pak rozhodne zastoupit nemocného kolegu na odpolední směně.
Jana mezitím opustí byt a jde si s Petrem promluvit do dolu Dukla. Chce odejít od rodičů. Vrátný ji však do areálu dolu nepustí. Čeká před branou.
Mezitím v dole vypukne požár a kouř se rychle šíří dřevěnými dveřmi u nového sloje. Dispečer se nejprve domnívá, že jde o planý poplach, takže chvíli trvá, než jsou přivoláni záchranáři. Milan si rychle uvědomí, že horníci si nejsou vědomi nebezpečí, a tak se i přes záchvat úzkosti propašuje do dolu.
Zatímco prochází tunely, prodělá další záchvat úzkosti, ale nakonec najde horníky včetně Petra. Varuje je a rozhodne se je dovést do bezpečí, ale cesta je zaplněna kouřem. Skupina musí proběhnout skrz zakouřenou oblast, ale Milan si cestou zlomí nohu. Donutí Petra běžet bez něj, ale Petr se udusí dřív, než se dostane na konec tunelu. Umírá několik okamžiků předtím, než ho mohou zachránit záchranáři.
Mezitím se před branou dolu shromáždí rodiny horníků. Marie se tam setkává s Janou. Záchranáři jsou nuceni uzavřít úseky zasažené požárem, aby zabránili výbuchu. Kotas a Toman jsou nuceni sepsat seznam horníků, kteří při neštěstí zahynuli.
Zahynulo 108 horníků, včetně Milana a Petra. Při nehodě umírají také Kafura, Polok, Cyril a Pawlas, zatímco Kovács a Slonka přežijí. Marie a Jana pak žijí společně v bytě a starají se o ostatní děti. Mezitím je důl opět uveden do provozu. Horníkovi Slonkovi je nabídnuto Milanovo předchozí místo.

## Výroba
Film se natáčel v roce 2017 v dole Žofie v Orlové či na Rakovnicku.

## Obsazení
| Martha Issová     | Marie Šlachtová   |
| Marek Taclík      | Milan Šlachta     |
| Oskar Hes         | Petr Šlachta      |
| Antonie Formanová | Jana Weissová     |
| Peter Nádasdi     | Attila Kovacs     |
| Robert Mikluš     | Eda Slonka        |
| Petr Buchta       | Cyril             |
| Jiří Sedláček     | Pawlas            |
| Štěpán Kozub      | Polok             |
| Jiří Langmajer    | Kotas             |
| Martin Myšička    | Ing. Václav Toman |
| Václav Neužil     | Ing. Mirek Ševčík |
| Tomáš Bambušek    | Kafura            |
| Lucie Žáčková     | Květa Kovacs      |
| Izabela Firlová   | Anežka            |
| Pavel Batěk       | Hadrava           |

## Recenze
- Mirka Spáčilová: Konečně událost roku! V kině by Dukla 61 byla zjevením, iDNES.cz  [3]
- Jindřiška Bláhová: Dukla 61: Ani svalnatí havíři a silné ženy ještě televizní revoluci nedělají, Respekt.cz[4]